# 小行星2680
小行星2680（2680 Mateo）是一颗围绕太阳公转的小行星。1975年7月1日，菲利克斯·阿吉拉爾天文台在圣胡安省发现了此天体。
該小行星以阿根廷天文學家何塞·馬特奧（José Mateo）命名。
这颗小行星的绝对星等为336.39935等。